# 노랑관붓꼬리쥐
노랑관붓꼬리쥐(Isothrix bistriata)는 가시쥐과에 속하는 남아메리카 설치류이다. 볼리비아와 브라질, 콜롬비아, 에콰도르, 페루 그리고 베네수엘라에서 발견된다. 야행성, 수상성 동물로 저지대 상록수 우림에서 서식하며, 이가포 숲과 바르제아 숲 서식지에 제한적으로 분포하는 것으로 추정된다. 동굴 입구, 강가에 있는 나무 구멍(특히 구멍이 빈 야자 나무)에서 관찰되기도 한다.